# هومو ال‌وی
هومو ال‌وی (به انگلیسی: VL_Humu) یک هواگرد ملخ‌پیشین تک‌موتوره از نوع جنگنده ساخت شرکت VL است. هواگرد هومو ال‌وی نخستین پروازش را در ۸ اوت ۱۹۴۴ میلادی انجام داد. در مجموع، تعداد ۱ فروند از این هواگرد ساخته شده‌است.